# San Miguel Curahuango
San Miguel Curahuango es un barrio de la ciudad de Maravatío de Ocampo, en el municipio de Maravatío en el estado de Michoacán.

## Geografía
Geográficamente, está emplazado a una distancia de 3.13 km (dirección E) del centro del municipio de Maravatío. Si quieres ir caminando desde el centro urbano de la localidad de Maravatío de Ocampo, lo encontrarás en dirección SE a una distancia de 1.58 km

## Población
En San Miguel Curahuango viven alrededor de 7,380 personas

## Economía
Desde principios del siglo XVII para acá, la comunidad prosperó económicamente con dos actividades principales: la agricultura y el comercio. Ubicada estratégicamente en las proximidades de lo que fue el camino real a la Ciudad de México que conectaba al bajío (Morelia y Guanajuato) con el centro del país, la tenencia de San Miguel de Curahuango fue y es una comunidad trabajadora y solidaria. “Y me siento profundamente orgullosa de mis raíces y de mi pueblo”, aseguró Laura Granados.